# Forcipomyia broadheadi
Forcipomyia broadheadi är en tvåvingeart som beskrevs av Clastrier och Wirth 1995. Forcipomyia broadheadi ingår i släktet Forcipomyia och familjen svidknott.
Artens utbredningsområde är Panama. Inga underarter finns listade i Catalogue of Life.